# Familialismo
Familialismo ou familismo é uma ideologia que prioriza a família. O termo familialismo tem sido usado especificamente para advogar um sistema de bem-estar, no qual se presume que as famílias assumirão a responsabilidade pelo cuidado de seus membros em vez de deixar essa responsabilidade para o governo. O termo familismo se relaciona mais com os valores familiares. Isso pode se manifestar como priorizando as necessidades da família mais altas que as dos indivíduos. No entanto, os dois termos são frequentemente usados de forma intercambiável.
No mundo ocidental, o familialismo vê a família nuclear de um pai, uma mãe e seu filho ou filhos como a unidade social central e primária do ordenamento humano e a unidade principal de uma sociedade e civilização em funcionamento. Por conseguinte, esta unidade é também a base de uma família extensa multi-geracional, que está inserida em comunidades, nações e outros, social e inter-relacionadas geneticamente, e, finalmente, em todo o passado, presente e futuro da família humana. Como tal, o familialismo ocidental geralmente se opõe a outras formas e modelos sociais que são escolhidos como alternativas (isto é, pais solteiros, homoparentalidade, etc.).
Na Ásia, os pais idosos que vivem com a família costumam ser vistos como tradicionais. Sugere-se que o familialismo asiático se tornou mais fixo após encontros com europeus após a Era dos Descobrimentos. No Japão, rascunhos baseados em leis francesas foram rejeitados após críticas de pessoas como Hozumi Yatsuka (穂積 八束)  pela razão de que "o direito civil irá destruir a piedade filial".
Em relação ao familismo como fator de fertilidade, há um apoio limitado entre os hispânicos de um aumento no número de crianças com maior familismo no sentido de priorizar as necessidades da família em níveis superiores aos dos indivíduos. Por outro lado, o impacto da fertilidade é desconhecido em relação aos sistemas onde a maioria das responsabilidades econômicas e de cuidados se baseia na família (como no sul da Europa), em oposição aos sistemas difamilizados onde as responsabilidades de bem-estar e cuidados são amplamente apoiadas pelo estado (como os países nórdicos).

## Familismo ocidental
O familiarismo é geralmente considerado conservador ou reacionário por seus críticos, que argumentam que ele é limitado, ultrapassado e improdutivo na sociedade ocidental moderna. Como construto social imposto a culturas não ocidentais, foi criticado por ser destrutivo. Sua prevalência na psicanálise tem sido criticada e sua relação antagônica com a cultura LGBT foi observada.
Uma característica típica do familialismo é a insistência de que a normalidade reside na família nuclear patriarcal.

### Antecedentes históricos e filosóficos do familismo ocidental

#### Familismo político antigo
A "Família como modelo para o Estado", como uma ideia em filosofia política, se originou no princípio socrático-platônico do macrocosmo/microcosmo, que identifica padrões recorrentes em escalas cada vez maiores do cosmos, incluindo o mundo social. Em particular, os monarquistas argumentam que o Estado espelha a família patriarcal, com os súditos obedecendo ao rei quando os filhos obedecem a seu pai, o que, por sua vez, ajuda a justificar o governo monárquico ou aristocrático.
Plutarco (46-120 a.C) registra um ditado lacônico dos dórios atribuídos a Licurgo (século 8 a.C.). Perguntado por que ele não estabeleceu uma democracia na Lacedemônia (Esparta), Licurgo respondeu: "Comece, amigo, e monte-o em sua família". Plutarco afirma que o governo espartano se assemelhava à família em sua forma.
Aristóteles (384-322 a.C.) argumentou que o esquema de autoridade e subordinação existe em toda a natureza. Ele deu exemplos como homem e animal (doméstico), homem e mulher, escravos e crianças. Além disso, ele afirmou que é encontrado em qualquer animal, como a relação que ele acreditava existir entre a alma e o corpo, de "qual o primeiro é por natureza o dominante e o último fator sujeito". Aristóteles afirmou ainda que "o governo de uma casa é uma monarquia, uma vez que cada casa é governada por um único governante". Mais tarde, ele disse que os maridos exercem um governo republicano sobre suas esposas e governo monárquico sobre seus filhos, e que eles exibem um cargo político sobre os escravos e o ofício real sobre a família em geral.
Ário Dídimo (século I d.C.), citado séculos depois por Estobeu, escreveu que "um tipo primário de associação (politeia) é a união legal de um homem e uma mulher para gerar filhos e compartilhar a vida". Da coleção de agregados familiares forma-se uma aldeia e das aldeias uma cidade, "Assim como o agregado familiar cede à cidade as sementes da sua formação, assim produz a constituição (politeia)". Ademais, Dídimo afirma que "conectado à casa há um padrão de monarquia, de aristocracia e de democracia. O relacionamento dos pais com os filhos é monárquico, dos maridos com as esposas aristocráticas, dos filhos entre si democráticos".

#### Familismo politico-moderno
A família está no centro da filosofia social da primeira Escola de Chicago. É um ponto de referência recorrente nas teorias econômicas e sociais de seu fundador, Frank Knight.  Knight posiciona sua noção de família em contraste com a noção dominante de individualismo:
"Nosso 'individualismo' é realmente 'familismo' [...] A família ainda é a unidade em produção e consumo".
Alguns pensadores modernos, como Louis de Bonald, descreveram a família como se estivesse em miniatura. Em sua análise das relações familiares de pai, mãe e filho, Bonald relacionou-as com as funções de um estado: o pai é o poder, a mãe é o ministro e a criança como sujeito. Como o pai é "ativo e forte" e a criança é "passiva ou fraca", a mãe é o "termo mediano entre os dois extremos dessa proporção contínua". Como muitos apologistas do familialismo político, Bonald justificou sua análise sobre autoridade bíblica:
"(Ele) chama o homem a razão, a cabeça, o poder da mulher: Vir caput est mulieris (o homem é cabeça da mulher)", diz São Paulo. Chama a mulher de auxiliar ou ministra do homem: "Façamos o homem", diz Gênesis, "um ajudante parecido com ele". Chama a criança de sujeito, já que lhe diz, em mil lugares, obedecer a seus pais".
Bonald também vê o divórcio como o primeiro estágio da desordem no estado, insistindo que a desconstituição da família provoca a desconstituição do Estado, com os Ciclos não muito atrás. Erik von Kuehnelt-Leddihn também conecta família e monarquia:
"Devido ao seu patriarcalismo inerente, a monarquia se encaixa organicamente no padrão eclesiástico e familiar de uma sociedade cristã (compare o ensinamento do Papa Leão XIII: 'Do mesmo modo, os poderes dos pais das famílias preservam expressamente uma certa imagem e forma da autoridade que é em Deus, do qual toda a paternidade no céu e na terra recebe seu nome — Ef 3,15'). A relação entre o rei como 'pai da pátria' e do povo é de amor mútuo".
George Lakoff mais recentemente afirmou que a distinção esquerda-direita na política reflete um ideal diferente da família; para a direita, o ideal é uma família patriarcal baseada na moralidade absolutista; para a esquerda, o ideal é uma família incondicionalmente amorosa. Como resultado, argumenta Lakoff, ambos os lados acham os pontos de vista um do outro não apenas imorais, mas incompreensíveis, uma vez que parecem violar as crenças profundamente arraigadas de cada um dos lados sobre a moralidade pessoal na esfera da família.

### Crítica do familismo ocidental

#### Crítica da prática
O familialismo tem sido contestado como historicamente e sociologicamente inadequado para descrever a complexidade das relações familiares reais. Na sociedade americana moderna, na qual o chefe da família não pode mais garantir um salário adequado para sustentar uma família, o familialismo dos anos 1950 tem sido criticado como contraproducente para a formação da família e para a fertilidade.
A imposição do familialismo de estilo ocidental em outras culturas tem sido prejudicial às formas familiares não nucleares tradicionais, como a matrilinearidade.
A retórica dos "valores familiares" tem sido usada para demonizar mães solteiras, que supostamente não as possuem. Isso tem um impacto desproporcional na comunidade afro-americana, já que as mulheres afro-americanas são mais propensas a serem mães solteiras.

#### Crítica da comunidade LGBT
As comunidades LGBT tendem a aceitar e apoiar a diversidade de associações humanas íntimas, parcialmente como resultado de seu status historicamente excluído das estruturas familiares nucleares. Desde a sua criação no final dos anos 1960, o movimento pelos direitos dos homossexuais afirmou o direito de cada indivíduo de criar e definir seus próprios relacionamentos e família da maneira mais propícia à segurança, felicidade e auto-realização de cada indivíduo.
Por exemplo, o glossário de termos LGBT da Family Pride Canada, uma organização canadense que defende a igualdade familiar para pais LGBT, define o familialismo como:
Uma ideologia rigidamente conservadora promovida pelos defensores de "Family Values", que insistem, apesar de todas as evidências sociológicas em contrário, de que a única família real é uma família branca tradicional de classe média com um pai fielmente casado e um mãe cuja vida sexual é estritamente ainda feliz procriadora, e cujos elevados padrões morais são passados como porcelana antiga para seus filhos perfeitamente heterossexuais.

#### Crítica em psicanálise
Gilles Deleuze e Félix Guattari, em seu livro O anti-Édipo (1972) argumentavam que a psiquiatria e a psicanálise, desde a sua concepção foram afetadas por um familismo incurável, que é o seu leito comum. A psicanálise nunca escapou disso, tendo permanecido cativa a um familialismo impenitente: "Édipo não serve estritamente para nada, a não ser para atar o inconsciente dos dois lados".
Quanto aos que não se deixam edipianizar sob uma forma ou outra, em um extremo ou no outro, o psicanalista lá está para pedir ajuda ao asilo ou à polícia. A polícia está conosco! Nunca a psicanálise mostrou tão bem seu gosto em apoiar o movimento da repressão social e dele participar com todas as suas forças.
Michel Foucault escreveu que, através do familialismo, a psicanálise completou e aperfeiçoou o que a psiquiatria dos manicômios do século XIX se propusera a fazer e reforçava as estruturas de poder da sociedade burguesa e seus valores: Família-Filhos (autoridade paterna), Erro-Punição (justiça imediata), Loucura-Desordem (ordem social e moral). Deleuze e Guattari acrescentaram que "o familialismo inerente à psicanálise não tanto destrói a psiquiatria clássica como resplandecente como a maior conquista deste último", e que desde o século XIX, o estudo dos transtornos mentais e da loucura permaneceu como prisioneiro da família. postulado e seus correlatos.
Através do familialismo e da psicanálise baseada nela, a culpa é inscrita no menor membro da família, a criança, e a autoridade dos pais é absolvida.
Segundo Deleuze e Guattari, entre os psiquiatras apenas Karl Jaspers e Ronald Laing escaparam do familialismo. Este não foi o caso dos psicanalistas culturalistas, que, apesar de seu conflito com os psicanalistas ortodoxos, tinham uma "manutenção obstinada de uma perspectiva familialista", ainda falando "a mesma linguagem de um reino social familializado".

#### Crítica no marxismo
No Manifesto Comunista de 1848, Karl Marx descreve como a família burguesa ou monogâmica de dois pais tem como alicerce o capital e o ganho privado. Marx também apontou que essa família existia apenas em sua forma completa entre a burguesia ou as classes altas, e estava quase ausente entre o proletariado explorado ou a classe trabalhadora. Ele achava que o desaparecimento do capital também resultaria no desaparecimento do casamento monogâmico e na exploração da classe trabalhadora. Ele explica como os laços familiares entre os proletários são divididos pelo sistema capitalista e seus filhos são usados simplesmente como instrumentos de trabalho. Isso se deve em parte às leis de trabalho infantil que são menos rigorosas na época na sociedade ocidental. Na visão de Marx, o marido burguês vê sua esposa como um instrumento de trabalho e, portanto, para ser explorado, pois existem instrumentos de produção (ou trabalho) sob o capitalismo para esse fim.
Em A Origem da Família, Propriedade Privada e Estado, publicado em 1884, Friedrich Engels também era extremamente crítico em relação à família monogâmica de dois pais e a via como uma das muitas instituições para a divisão do trabalho na sociedade capitalista. Em seu capítulo "A Família Monogâmica", Engels traça o casamento monogâmico de volta para os gregos, que viam o único objetivo da prática como fazer "o homem supremo na família e se propagar, como futuros herdeiros de sua riqueza, filhos indiscutivelmente seus próprios filhos". Ele sentiu que o casamento monogâmico tornava explícita a subjugação de um sexo pelo outro ao longo da história, e que a primeira divisão do trabalho "é aquela entre homem e mulher para a propagação de crianças". Engels vê a família monogâmica de dois pais como um microcosmo da sociedade, afirmando que "é a forma celular da sociedade civilizada, na qual a natureza das oposições e contradições plenamente ativas nessa sociedade já pode ser estudada".
Engels apontou disparidades entre o reconhecimento legal de um casamento e a realidade dele. Um casamento legal é celebrado livremente por ambos os parceiros, e a lei estabelece que ambos os parceiros devem ter uma base comum em direitos e deveres. Há outros fatores que o sistema jurídico burocrático não pode levar em conta, no entanto, já que "não é o negócio da lei". Estes podem incluir diferenças na posição de classe de ambas as partes e pressão sobre eles de fora para ter filhos.
Para Engels, a obrigação do marido na tradicional estrutura familiar biparental é ganhar a vida e sustentar sua família. Isso lhe dá uma posição de supremacia. Este papel é dado sem uma necessidade particular de títulos ou privilégios legais especiais. Dentro da família, ele representa o burguês e a esposa representa o proletariado. Engels, por outro lado, iguala a posição da esposa em casamento com a exploração e a prostituição, já que ela vende seu corpo "de uma vez por todas para a escravidão".
A crítica mais recente de uma perspectiva marxista vem de Lisa Healy em seu ensaio "O Capitalismo e a Unidade Familiar Transformadora: Uma Análise Marxista", de 2009. Seu ensaio examina a família monoparental, definindo-a como um dos pais, muitas vezes uma mulher, vivendo com um ou mais filhos geralmente solteiros. A estigmatização dos pais solteiros está ligada à sua baixa taxa de participação na força de trabalho e a um padrão de dependência do bem-estar. Isso resulta em contribuições menos significativas para o sistema capitalista de sua parte. Essa estigmatização é reforçada pelo Estado, como por meio de pagamentos de assistência social insuficientes. Isso expõe os interesses capitalistas inerentes à sua sociedade e que favorecem as famílias biparentais.

## Na política

### Austrália
O Family First Party originalmente contestou a eleição estadual do sul da Austrália em 2002, onde Andrew Evans, ex-pastor da Assembleia de Deus, venceu uma das onze cadeiras do Conselho Legislativo da Austrália do Sul, com 4 por cento dos votos estaduais. O partido fez sua estréia federal na eleição geral de 2004, elegendo Steve Fielding em 2% dos votos vitorianos no Senado australiano, de seis cadeiras do Senado vitoriano para a eleição. Os dois deputados puderam ser eleitos com o sistema de voto único transferível da Austrália e o sistema de bilhetes de votação em grupo na câmara alta. O partido se opõe ao aborto, eutanásia, redução de danos, adoções gays, fertilização in vitro (FIV) para casais gays e uniões civis gays. Apoia a prevenção de drogas, tolerância zero a violações da lei, reabilitação e evitação de todos os comportamentos sexuais considerados desviantes.
Nas eleições de 2007, a Family First foi criticada por dar preferência em algumas áreas ao Partido da Liberdade e Democracia, um partido libertário que apóia a legalização do incesto, o casamento homossexual e o uso de drogas.

### Reino Unido
Os valores familiares foram um tema recorrente no governo conservador de John Major. Sua iniciativa Back to Basics tornou-se objeto de ridicularização depois que o partido foi afetado por uma série de escândalos. O próprio John Major, o arquiteto da política, foi posteriormente descoberto como tendo um caso com Edwina Currie. Os Valores Familiares foram revividos pelo atual Partido Conservador sob o comando de David Cameron, sendo um tema recorrente em seus discursos sobre responsabilidade social e políticas relacionadas, demonstrado por sua política de Subsídio de Matrimônio, que proporcionaria incentivos fiscais para casais casados.

### Nova Zelândia
A política de valores familiares atingiu seu ápice sob a administração conservadora social do Terceiro Governo Nacional (1975-84), amplamente criticada por suas opiniões populistas e conservadoras em relação ao aborto e à homossexualidade. Sob o Quarto Governo Trabalhista (1984-1990), a homossexualidade foi descriminalizada e o acesso ao aborto ficou mais fácil de obter.
No início da década de 1990, a Nova Zelândia reformou seu sistema eleitoral, substituindo o sistema eleitoral first-pass-the-post sistema de representação proporcional mista. Isso deu um impulso especial à formação de partidos políticos cristãos conservadores separatistas, insatisfeitos com o Quarto Governo Nacional (1990-1999), que parecia adotar o liberalismo social bipartidário para compensar o apelo anterior dos trabalhistas aos eleitores liberais. Esses partidos tentaram recrutar eleitores cristãos conservadores para neutralizar as reformas legislativas social-liberais, mas tiveram pouco sucesso em fazê-lo. Durante o mandato do Quinto Governo Trabalhista (1999–2008), a reforma da lei da prostituição (2003), uniões civis do mesmo sexo (2005) e a revogação de leis que permitiam o castigo corporal dos pais (2007) tornaram-se lei.
Atualmente, a Family First New Zealand, um grupo de lobby conservador social "não-partidário", opera para tentar impedir mais reformas legislativas, como casamento entre pessoas do mesmo sexo e a adoção homoparental. Em 2005, cristãos conservadores tentaram proibir preventivamente o casamento entre pessoas do mesmo sexo na Nova Zelândia por meio de alterações à Lei de Declaração de Direitos da Nova Zelândia de 1990, mas o projeto de lei falhou 47 votos a 73 em sua primeira leitura. No máximo, o único sucesso duradouro que essas organizações podem reivindicar na Nova Zelândia é a contínua criminalidade da posse e uso de cannabis sob o Ato de Uso Indevido de Drogas, de 1975, da Nova Zelândia.

### Rússia
A Lei Federal da Federação Russa no. 436-FZ de 23 de dezembro de 2010, "Protegendo as Crianças de Informações Prejudiciais à Sua Saúde e Desenvolvimento", lista informações "negando valores familiares e formando desrespeito aos pais e/ou outros membros da família" como informações não adequadas para crianças (indicação "18+"). Não contém nenhuma definição separada de valores familiares.

### Cingapura
O principal partido político de Cingapura, o Partido de Ação Popular, promove intensamente os valores da família. Um deputado descreveu a natureza dos valores familiares na cidade-estado como "quase de natureza vitoriana". O sistema legal de Cingapura proíbe atos homossexuais e prescreve duras penas para o tráfico de drogas. O sistema de justiça de Cingapura utiliza punição corporal.[carece de fontes?]

### Estados Unidos
O uso dos valores da família como termo político data de 1976, quando apareceu na plataforma do Partido Republicano. A frase se tornou mais difundida depois que o vice-presidente Dan Quayle a usou em um discurso na Convenção Nacional Republicana de 1992. Quayle também lançou uma controvérsia nacional quando criticou o programa de televisão Murphy Brown por uma história que mostrava o personagem-título tornando-se mãe solteira por opção, citando-o como um exemplo de como a cultura popular contribui para uma "pobreza de valores", e dizendo: "[não] não ajuda quando a TV no horário nobre tem Murphy Brown - um personagem que supostamente simboliza a mulher inteligente, altamente remunerada e profissional de hoje — zombando da importância dos pais, tendo um filho sozinho e chamando isso de mais uma outra 'escolha de estilo de vida'". Os comentários de Quayle iniciaram uma ampla controvérsia e tiveram um efeito contínuo na política dos EUA.[carece de fontes?] Stephanie Coontz, professora de história da família e autora de vários livros e ensaios sobre a história do casamento, diz que esta breve observação de Quayle sobre Murphy Brown "deu início a mais de uma década de protestos contra o 'colapso da família'".
Em 1998, uma pesquisa da Harris descobriu que:
- 52% das mulheres e 42% dos homens pensavam que os valores da família significa "amar, cuidar e apoiar uns aos outros"
- 38% das mulheres e 35% dos homens pensaram que os valores da família significam "saber o certo do errado e ter bons valores"
- 2% das mulheres e 1% dos homens pensaram em valores familiares em termos da "família tradicional"

A pesquisa observou que 93% de todas as mulheres achavam que a sociedade deveria valorizar todos os tipos de famílias (Harris não publicou as respostas para os homens).

#### Partido republicano
Desde 1980, o Partido Republicano tem usado a questão dos valores familiares para atrair eleitores conservadores sociais.  Enquanto o conceito de "valores familiares" continua sendo amorfo, conservadores sociais geralmente entendem o termo para incluir alguma combinação dos seguintes princípios[carece de fontes?] (também referenciado na plataforma do Partido Republicano de 2004):
- oposição ao sexo fora do casamento
- apoio ao papel tradicional das mulheres na "família"
- oposição ao casamento entre pessoas do mesmo sexo
- apoio ao complementarismo[37][38][39]
- oposição ao aborto induzido legalizado
- apoio à educação para abstinência
- apoio às políticas ditas para proteger as crianças da obscenidade e exploração

Os conservadores sociais e religiosos costumam usar o termo "valores familiares" para promover a ideologia conservadora que apóia a moralidade tradicional ou os valores cristãos. O conservadorismo social nos Estados Unidos está centrado na preservação do que os adeptos costumam chamar de 'tradicionais' ou 'valores familiares'. Alguns cristãos conservadores americanos veem sua religião como fonte de moralidade e consideram a família nuclear um elemento essencial da sociedade. Por exemplo, "A American Family Association existe para motivar e equipar os cidadãos a mudar a cultura para refletir a verdade bíblica e os valores familiares tradicionais". Tais grupos se opõem de várias formas ao aborto, pornografia, sexo antes do casamento, poligamia, homossexualidade, certos aspectos do feminismo, coabitação, separação de igreja e estado, legalização de drogas recreativas e representações da sexualidade na mídia.

#### Partido Democrata
Embora o termo "valores da família" continue sendo uma questão central para o Partido Republicano, nos últimos anos o Partido Democrata também usou o termo, embora diferindo em sua definição. Por exemplo, em seu discurso de aceitação na Convenção Nacional Democrata de 2004, John Kerry disse que "é hora de aqueles que falam sobre os valores da família começarem a valorizar as famílias".
Outros liberais usaram a frase para apoiar valores como planejamento familiar, assistência infantil acessível e licença-maternidade. Por exemplo, grupos como Pessoas pelo estilo americano, Paternidade planejada e Pais e amigos de Lésbicas e Gays tentaram definir o conceito de uma maneira que promova a aceitação de famílias monoparentais, relacionamentos monogâmicos do mesmo sexo. e casamento. Essa compreensão dos valores da família não promove a moralidade conservadora, concentrando-se em incentivar e apoiar estruturas familiares alternativas, acesso à contracepção e aborto, aumentando o salário mínimo, educação sexual, assistência à infância e leis trabalhistas que respeitem os pais, que preveem licença de maternidade e partir para emergências médicas envolvendo crianças.
Enquanto a ética sexual conservadora se concentra na prevenção do sexo antes do casamento ou não procriador, a ética sexual liberal é tipicamente direcionada ao consentimento, independentemente de os parceiros serem ou não casados.
Estudos populacionais descobriram que, em 2004 e 2008, os estados de voto liberal ("azul") têm taxas mais baixas de divórcio e gravidez na adolescência do que os estados de voto conservador ("vermelho"). June Carbone, autor de Red Families vs. Blue Families, opina que o fator determinante é que as pessoas em estados liberais tendem a esperar mais tempo antes de se casar.
Uma pesquisa do governo de 2002 descobriu que 95% dos americanos adultos tinham sexo antes do casamento. Este número subiu ligeiramente desde os anos 50, quando era quase 90%. A idade mediana do primeiro sexo pré-marital caiu de 20,4 para 17,6.

#### Demografia

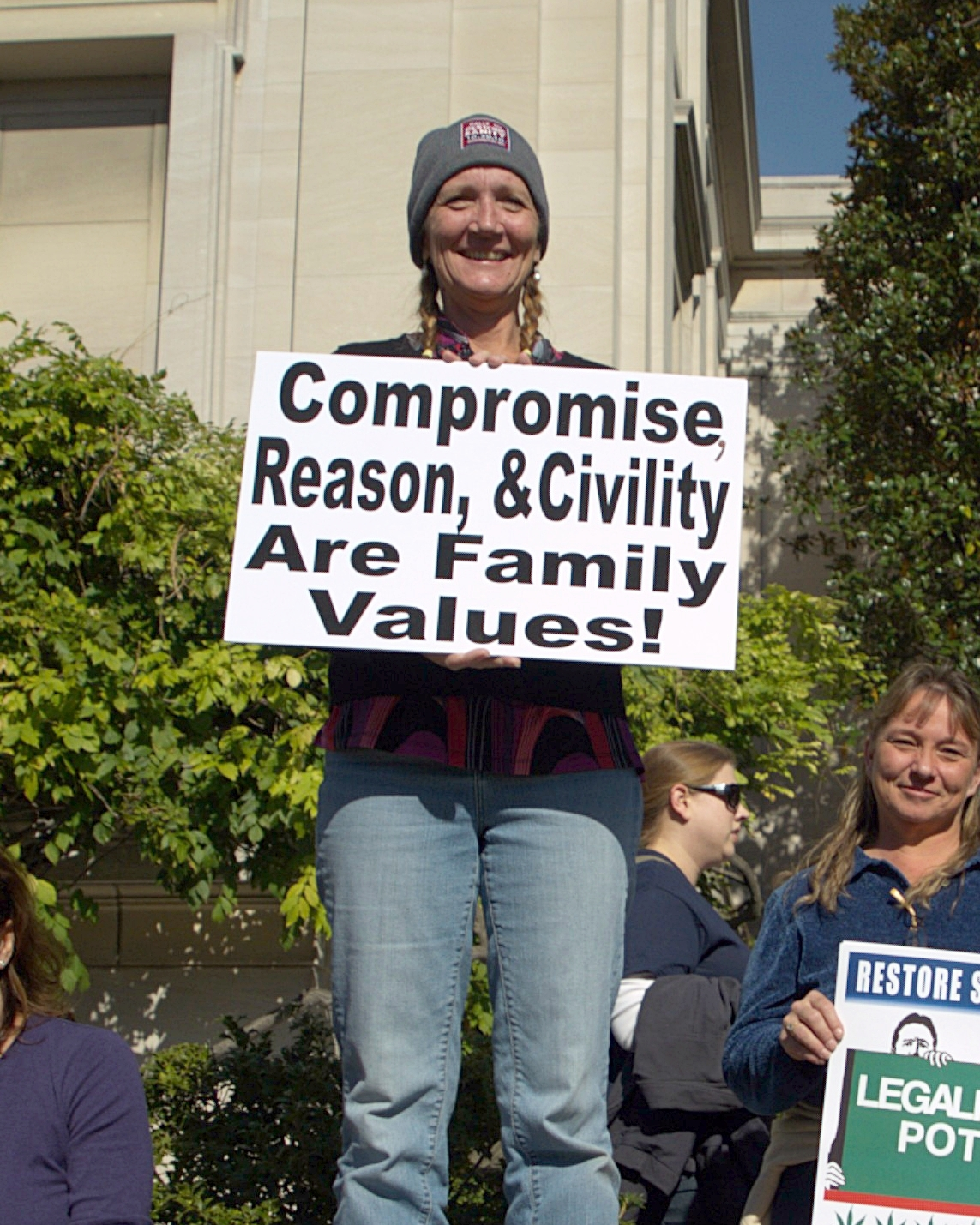
Uma mulher no Rally para Restaurar a Sanidade e/ou Medo segurando uma placa que declara suas idéias de valores familiares

Estudos populacionais descobriram que, em 2004 e 2008, os estados de voto liberal ("azul") têm taxas mais baixas de divórcio e gravidez na adolescência do que os estados de voto conservador ("vermelho"). June Carbone, autor de Red Families vs. Blue Families, opina que o fator determinante é que as pessoas em estados liberais tendem a esperar mais tempo antes de se casar.
Uma pesquisa do governo de 2002 descobriu que 95% dos americanos adultos tinham sexo antes do casamento. Este número subiu ligeiramente desde os anos 50, quando era quase 90%. A idade mediana do primeiro sexo pré-marital caiu de 20,4 para 17,6.

#### Direita cristã
A direita cristã muitas vezes promove o termo valores familiares para se referir à sua versão de familialismo.
Focus on the Family é uma organização conservadora cristã americana cujos valores familiares incluem a adoção por pais casados e do sexo oposto; e papéis tradicionais de gênero. Ele se opõe ao aborto; divórcio; Direitos LGBT, particularmente adoção LGBT e casamento entre pessoas do mesmo sexo; pornografia; sexo pré-marital. O Conselho de Pesquisa da Família é um exemplo de uma organização de direita que afirma defender os valores familiares tradicionais. Devido ao uso de retórica anti-gay virulenta e oposição aos direitos civis para pessoas LGBT, foi classificado como um grupo de ódio.